# Baggböle sågverk

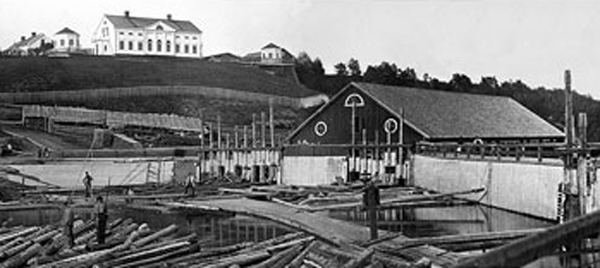
Baggböle övre sågverk omkring 1880 med herrgården i bakgrunden.

Baggböle sågverk var ett vattendrivet sågverk i Umeälven vid Baggböle utanför Umeå som anlades 1819 och lades ned omkring 1897 efter att ha ersatts av Holmsunds ångsåg. Från omkring 1840 till 1860 var Baggbölesågen det enda större sågverket vid Umeälven. Som timmerköpare fick verket en monopolställning inom Umeälvens vidsträckta vattensystem och hade stora möjligheter att diktera villkoren.
Av anläggningen återstår idag Baggböle herrgård samt vissa rester av byggnationerna i Umeälven. Verksamheten har också avsatt spår i svenska språket i form av ordet baggböleri. Detta myntades i slutet av 1860-talet i samband med rättegångar mot sågverkets ägare, firman James Dickson & Co, som beskylldes för omfattande olovliga avverkningar på kronans skogar. 

## Baggbölesågen anläggs
Redan på 1790-talet fanns planer på att utnyttja Baggböleforsen för att driva ett sågverk, men först 1819 fick det tilltänkta verket sina privilegier av Kammarkollegiet. Bakom projektet stod ett par köpmän från Umeå samt grosshandelsfirman Joh. Wikner & Co i Härnösand. Sågverket utrustades med fyra sågramar.

### Strikt reglerad råvaruförsörjning
I början av 1800-talet var tillgången på timmer strikt reglerad. För att ett sågverk skulle få anläggas måste ägarna kunna visa att de hade kontrakt med bönder om timmerleveranser från deras enskilt ägda skogar och byallmänningar. Detta var bara möjligt i de områden där avvittringen genomförts och böndernas skogar således avskilts från statens, vilket i Västerbottens län bara gällde delar av kustlandet. Som regel tilldelades sågverken också av staten avverkningsrättigheter (stockfångst). Under 1800-talets första hälft var dessa stockfångsträttigheter av avgörande betydelse för sågverkens råvaruförsörjning.
År 1820 uppgick den årliga stockfångsten vid Umeälven och dess största biflöde Vindelälven till omkring 4 800 träd, varav 1 416 tilldelats Baggböle. Dessa avverkningsrättigheter var fördelade mellan sågarna i Norrfors, Baggböle, Pengfors, Degerfors (Vindeln) och Rödåfors. Varje enskilt sågverk hade sin fastställda stockfångst som bara kunde byta ägare tillsammans med sågverket. Med tiden fick Baggböle-sågen allt större tilldelning, och 1851 hade Dickson & Co tillåtelse att ta ut 16 137 träd för sågens behov. Den utökade tilldelningen skulle nu i första hand tas "från Kronans odisponerade allmänningar inom Sorsele, Stensele och Lycksele socknar".

## Dickson tar över

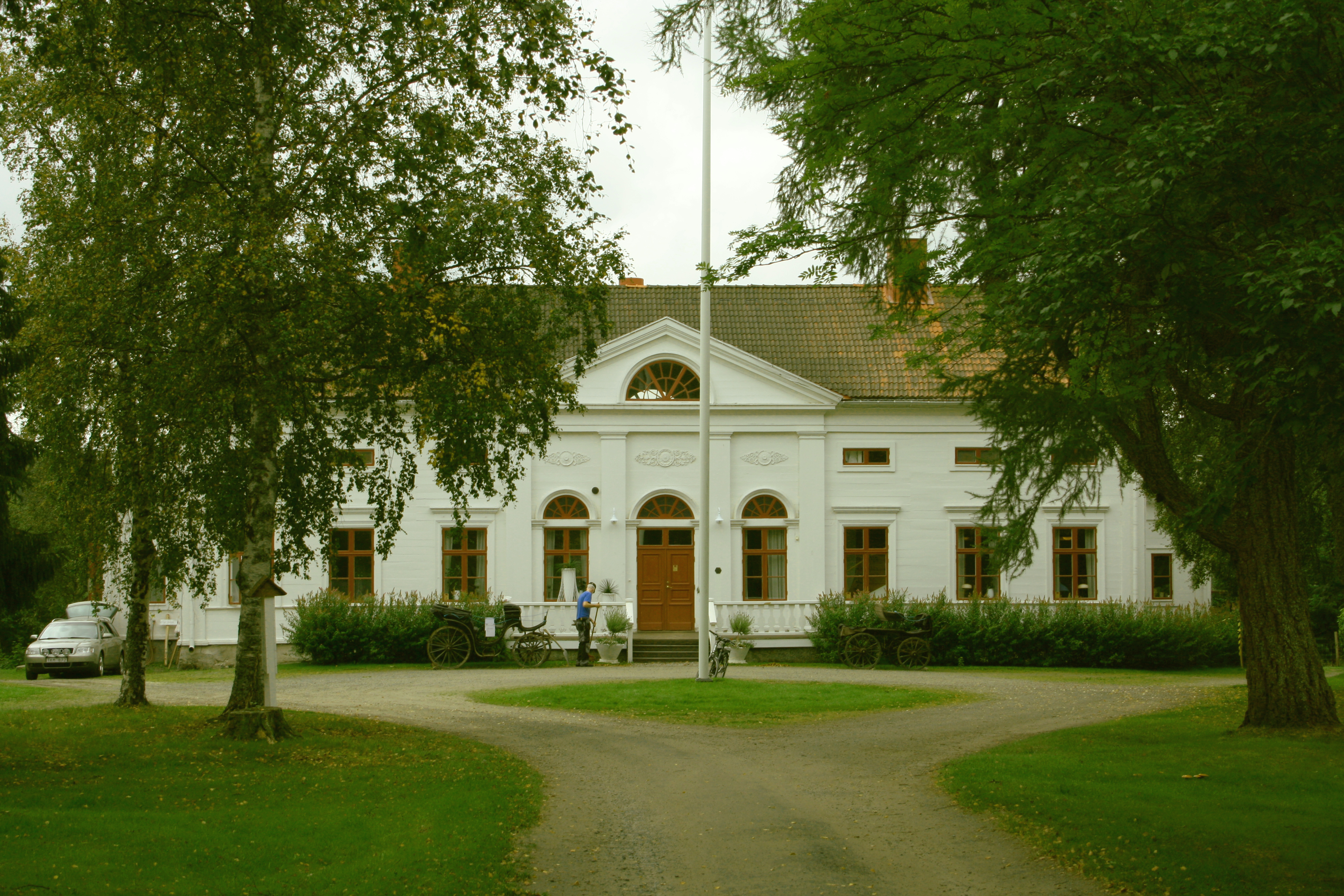
Baggböle herrgård, uppförd 1846 efter ritningar av prästen Johan Anders Linder.

Omkring 1840 såldes Baggböle sågverk till Göteborgsfirman James Dickson & Co som vid denna tid gjorde stora investeringar i norrländsk sågverksindustri. Förutom Baggbölesågen tog firman över Matfors såg med Svartviks lastageplats, Husums sågverk och Gideå bruk med tillhörande sågverk. I och med övertagandet blev Baggböle den första industrin i Umeåområdet som helt och hållet drevs av utifrån komna intressenter.
De nya ägarna ersatte redan 1845 det befintliga verket med ett nytt sågverk med åtta ramar, varav fem användes för blocksågning och tre för kantskärning. Alldeles ovanför uppfördes året därpå den förvaltarbostad som kom att kallas för Baggböle herrgård. De nya byggnationerna hade dock uppförts under protest från bland andra prästen J A Linder och byamännen i Baggböle, som länge oroat sig för att sågspånet från sågen grumlade vattnet vilket medfört att laxfisket försämrats, och man befarade nu att olägenheterna skulle öka.
Under 1830- och 1840-talen köpte Baggböles sågverksägare in alla övriga sågverk som hade stockfångstprivilegier vid Umeälven och Vindelälven. Därefter behövde verket inte frukta någon konkurrens om avverkningarna inom hela det väldiga vattensystemet förrän efter tillkomsten av Sandviks ångsåg 1860. Förutom på stockfångstprivilegier baserade Baggböle sågverk nästan hela sin råvaruförsörjning på femtioåriga avverkningsrätter, främst i Degerfors och Lycksele socknar. Bolaget köpte alltså inte in skogsfastigheter i någon större utsträckning, till skillnad från exempelvis Sandviksbolaget.
År 1857 fick Baggböle sågverk tillstånd att bygga dammar och flotta virke i en mängd biflöden till Umeälven och Vindelälven, däribland Kulbäcken, Hjuksån, Mjösjöån, Ekorrbäcken, Arvträskbäcken, Maltträskbäcken och Åman.

### En lastageplats anläggs i Holmsund

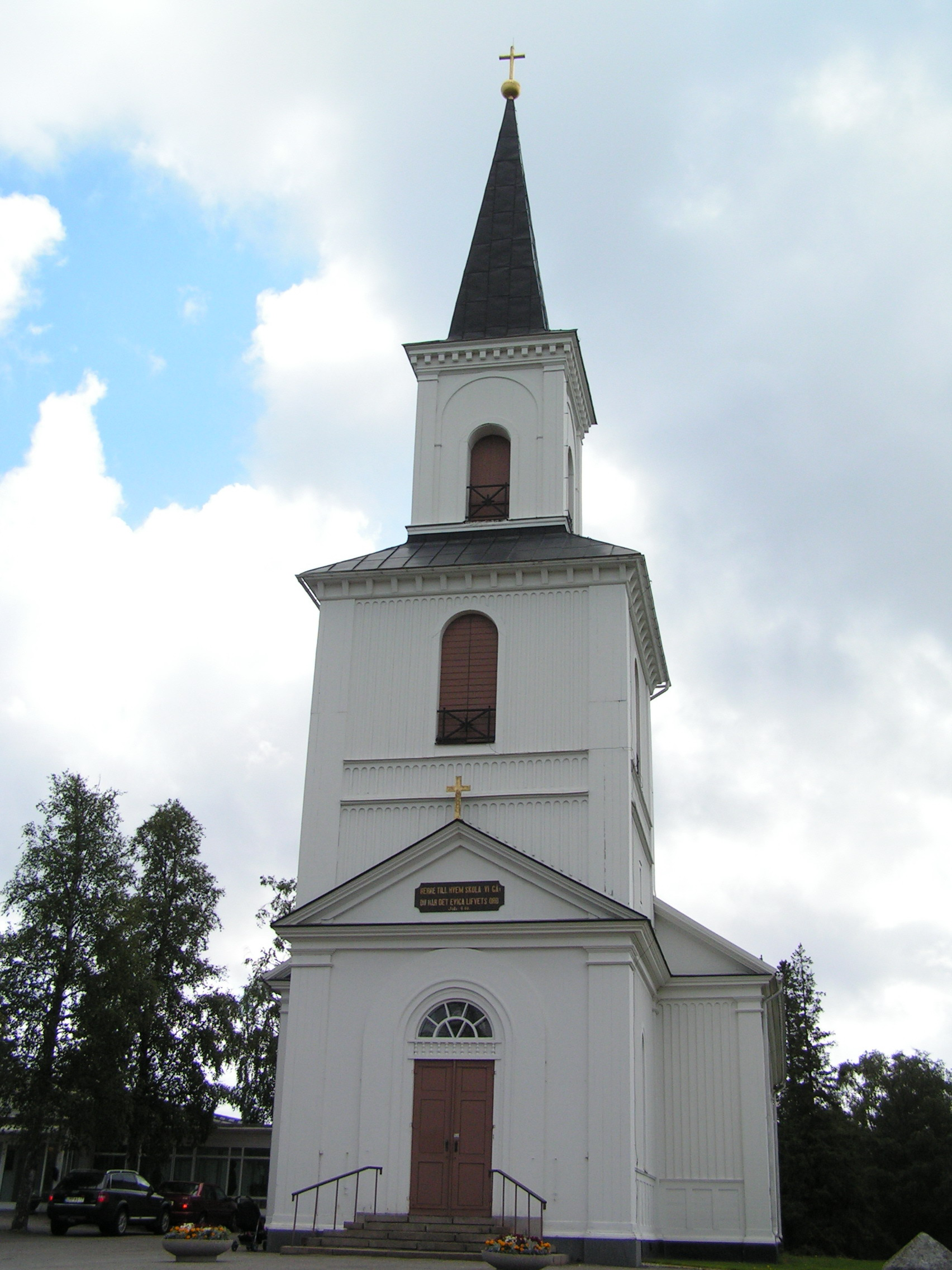
Holmsunds kyrka uppfördes 1863 efter ritningar av prästen Johan Anders Linder på uppdrag av Baggböle sågverks ägare.

Från sågverken i Baggböle forslades det färdigsågade virket på transportörer till en vattenfylld ränna som ledde ned till plankbommen vid Klockarböle. Virket bands där samman till flottar som drogs nedför älven för vidare utlastning.
Ursprungligen fördes virket till Sand, men sedan James Dickson & Co tagit över började firman förhandla med markägare vid Umeälvens utlopp för att anlägga en ordentlig upplags- och lastageplats. År 1846 stakades lastageplatsen ut vid Småholmssundet och två år senare kom det formella tillståndet från Konungens befallningshavande. Den nya lastageplatsen fick namnet Holmsund och låg dels där Holmsunds sågverk nu ligger, dels på Holmen mitt emot. Här togs virket upp ur vattnet, tvättades och lades på tork tills det blev dags för utskeppning. I anslutning till den nya lastageplatsen lät sågverksägarna uppföra kyrka, skola och arbetarbostäder (nu byggnadsminnet Västerbacken).

### Utbyggnad och effektivisering
År 1851 anlade James Dickson & Co ytterligare ett sågverk vid Baggböleforsen ungefär 230 meter nedströms det första. Den nya anläggningen fick åtta ramar liksom den gamla. Hit överfördes nu de sågningsrättigheter som tillhörde sågverken i Norrfors och Nyby i Vännäs. Samtidigt tycks Baggböle också ha fått utökade stockfångstprivilegier så att verket fick rätt att totalt avverka 20 000 träd på statens mark. Därmed kom Baggböle att ligga i topp bland alla Sveriges privilegierade sågverk – de som följde närmast därefter, Lo och Kramfors i Härnösands distrikt, hade privilegium på 4 000 träd vardera.
Redan 1869 avbröts emellertid driften i den nedre sågen. Åren 1882–83 monterades anläggningen ned och fördes bort.Efter att den nedre sågen tagits ur bruk moderniserades den övre sågen och vattenhjulen ersattes med turbiner. Anläggningen byggdes om till tolv enkla ramar och två kantverk. Omkring 1870 var produktionen ca 3 000 standards (14 000 kubikmeter sågat virke).

## Baggböleriet
Baggböle sågverk har gått till eftervärlden genom ordet baggböleri. Detta myntades i slutet av 1860-talet i samband med rättegångar mot James Dickson & Co, som beskylldes för olovliga avverkningar på kronans skogar.

### De första rättegångarna
Redan några år efter att den dicksonska firman tagit över Baggbölesågen fattade myndigheterna misstankar om att verksamheten inte höll sig inom lagens råmärken. Hösten 1843 väckte kronolänsman Olof Bjuhr talan mot firman för att ha låtit fälla ett betydligt större antal träd på statens mark än vad man hade rätt till. Först i mars 1846 kunde målet avgöras. Det kunde fastställas att företrädare för James Dickson & Co i Degerfors socken hade köpt in 8 218 timmer som avverkats på kronoskogarna, trots att man bara hade rätt till 1 390. I Lycksele socken hade förhållandena varit likartade. Stora bötesbelopp utdömdes.
Domarna överklagades emellertid till hovrätten, som friade sågverksägarna 1848. Även om överavverkningar var belagda kunde det inte bevisas att dessa skett på sågverksägarnas initiativ. Målet gick vidare till Högsta domstolen, som i sin tur fann bevisningen mot sågverksägarna vara stark och utfärdade en fällande dom – såvida firmans företrädare inte ville gå värjemålsed om sin oskuld. I juni 1850 gick James Robertson Dickson ed på att varken han själv eller någon annan hade givit order om de överavverkningar som skett på kronans mark. Därmed gick sågverksägarna fria och länsman Bjuhr tycks personligen ha fått stå för rättegångskostnaden.

### De andra rättegångarna
Överavverkningarna på kronans mark fortsatte, och företrädare för Baggböle sågverk ställdes åter inför rätta 1867. Målet gällde nu 117 olagligt avverkade stockar som tagits i beslag och förvarades i Djupskolavan i Lycksele. Den timmerbom som höll fast timret hade öppnats och timret hade flutit ut i Umeälven. Baggböle sågverks flottningschef Jonas Ström ställdes inför rätta för att ha anstiftat brottet, men friades efter att ha avlagt värjemålsed.
Rättegången 1867–1868 fick mycket stor och negativ publicitet i svensk press och gav dåligt rykte åt James Dickson & Co och dess chef Oscar Dickson. Det var nu som ordet baggböleri myntades.

## Baggböle får konkurrens
Strax norr om Holmsunds lastageplats anlades omkring 1860 Sandviks ångsåg, den första i sitt slag i södra Västerbotten. Sandvikssågen hade inga egna stockfångstprivilegier förrän man 1877 övertog Sävar bruk som var den dominerande aktören vid Sävarån. Fram till dess fick Sandvikssågen bygga sin verksamhet på timmerinköp vid Ume- och Vindelälvarna. Därmed hade Baggböle sågverk fått en konkurrent om timmerråvaran.

## Holmsunds ångsåg tar över
Baggböle sågverks ägare kom snart till insikt om att det virke som sågades vid ångsågen i Sandvik var av överlägsen kvalitet jämfört med det egna. Plankorna från Baggböle hade en grövre yta och blev dessutom ofta fuktskadade under flottningen ned till Holmsund. Efter långdragna diskussioner inom företaget kunde grunden till Holmsunds ångsåg läggas 1883 och den första provsågningen genomföras i maj 1885.
Driften vid vattensågen i Baggböle upphörde dock inte omedelbart, eftersom vissa av de stockfångstprivilegier som företaget hade inte fick utnyttjas i någon annan anläggning. Troligen lades sågverket ned omkring 1897. James Dickson & Co hade då nyligen avvecklat sina verksamheter i Norrland och sålt sina anläggningar i Umeåområdet till Gustav Peter Braathen, som bildat Holmsunds AB.
En av sågramarna från Baggböle står numera i Umeå Energicentrum i Klabböle.